# Józef Robakowski

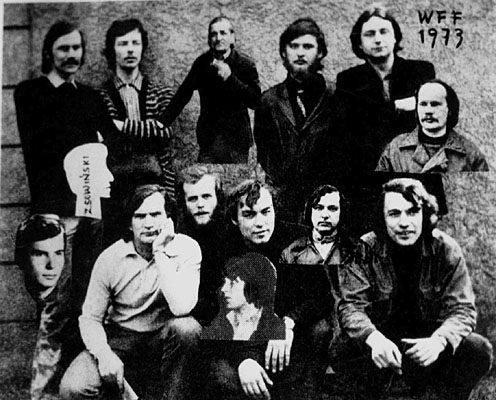
Józef Robakowski wśród członków Warsztatu Formy Filmowej (1973)

Józef Robakowski (ur. 20 lutego 1939 w Poznaniu) – polski artysta współczesny, artysta multimedialny, fotograf, autor filmów, obrazów, instalacji, cyklów fotografii i działań akcyjnych; uczestnik niezależnego ruchu artystycznego w Polsce; pedagog, profesor PWSFTViT w Łodzi.

## Działalność artystyczna

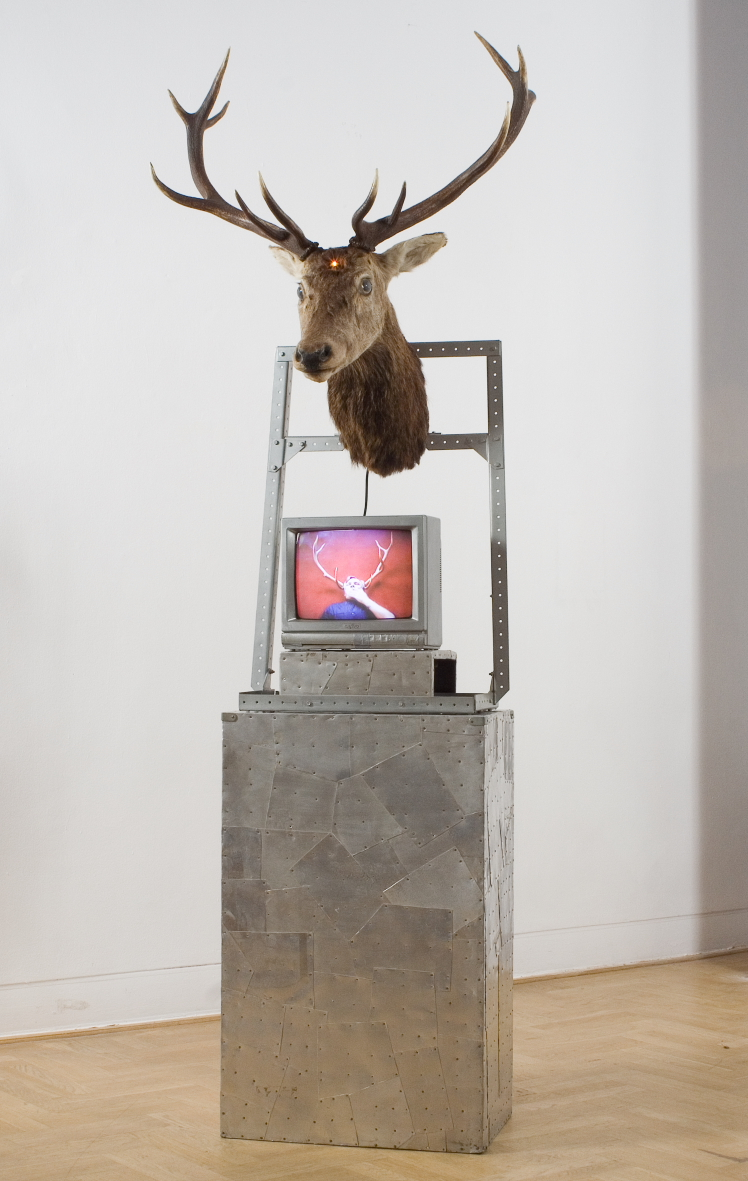
Pan Jeleń (Autoepitafium), Zachęta, Warszawa

Ukończył historię sztuki na Uniwersytecie Mikołaja Kopernika w Toruniu, a następnie PWSFTViT w Łodzi, której jest profesorem. Jest współzałożycielem wielu eksperymentujących grup artystycznych m.in. fotograficznej Zero-61 (1961–1969) oraz Warsztatu Formy Filmowej (1970–1977). Zorganizował wystawy i przeglądy, m.in. Kinolaboratorium (1973), Nieme Kino I-II (1983–1984), Lochy Manhattanu (1989) oraz cykl programów telewizyjnych Żywa Galeria (1998). Od 1978 do 2022 prowadził prywatną Galerię Wymiany (Exchange Gallery), którą przekazał do zbiorów warszawskiego Muzeum Sztuki Nowoczesnej już w 2017 roku. Był aktywnym uczestnikiem tzw. Kultury Zrzuty, podziemnego życia artystycznego w stanie wojennym. Zainicjował powołaną w 2001 Nagrodę im. Katarzyny Kobro. Jest członkiem Międzynarodowego Stowarzyszenia Artystów Künstlergremium.

## Odznaczenia
- Złoty Medal „Zasłużony dla Fotografii Polskiej”, nadany przez Kapitułę Fotoklubu RP[2]
- Krzyż Wolności i Solidarności nadany przez prezydenta RP Andrzeja Dudę (23 czerwca 2017)[3]

## Twórczość
Twórczość Robakowskiego wyrasta przede wszystkim z tradycji polskiej awangardy międzywojennej (Tytus Czyżewski, Karol Hiller, Stefan Themerson, Witkacy), w tym szczególnie z analitycznych prac Katarzyny Kobro i Władysława Strzemińskiego.
Rozpoczęła się ona od eksperymentów z fotografią (Foto-malarstwo 1958–1967), które doprowadziły do wykroczenia poza zakres tego medium poprzez łączenie go z instalacją i obiektami (Krzesło (fotoobiekt interaktywny), 1970), a później także z video (Portret wielokrotny, ciąg dalszy, 1998) i innymi środkami wyrazu. Twórczość fotograficzna Robakowskiego ma charakter efemeryczny oraz odwołuje się niekiedy do środków pozaoptycznych (tworzona bez użycia aparatu fotograficznego) (Termogramy, 1998–2000). W 1969 roku pojawiły się tzw. przedmioty mentalne i instalacje interaktywne, a postawiony w wielu pracach problem podwójności zbliża artystę do pierwszych rozwiązań tautologicznych. Łączenie wielu mediów oraz wypowiadanie się jednocześnie przy pomocy różnych środków (Kąty energetyczne, 1975–2002) stały się jedną z cech charakterystycznych jego twórczości. Robakowski wielokrotnie traktuje sztukę jako zapis i uwalnianie energii. Koncepcja energii w sztuce stanowi jeden z głównych motywów jego działań. Z początkiem lat 70. działalność w Warsztacie Formy Filmowej zaowocowała pracami związanymi z kinem analitycznym i strukturalnym (Test I/II, 1971), aby następnie przejść w kierunku zainteresowania relacją pomiędzy autorem i medium (Ćwiczenie na dwie ręce, 1976). Prace Robakowskiego cechuje również konceptualizm (Relacje, 1975) mający często charakter przewrotnej manipulacji czy mistyfikacji (Fotografia astralna, 1972–2002). Artysta ten jako jeden z pierwszych w Polsce podjął problematykę refotografii (Video portraits, 1982). Dzięki filmom takim jak Hommage a Breżniew (1982–1988), Z mojego okna (1978–1999), Sztuka to potęga (1985) jest uznawany za jednego z najważniejszych polskich przedstawicieli sztuki video.
Ważnym nurtem w działalności Robakowskiego są także zapisy i dokumentacje utrwalające wydarzenia artystyczne w Polsce np. festiwal w Jarocinie, akcje Pomarańczowej Alternatywy.
Twórczość Józefa Robakowskiego obejmuje m.in.:
- eksperymentalne filmy krótkometrażowe i zapisy video, m.in. 6 000 000 (1962), Po człowieku (1969–1970), Rynek (1970), Idę (1973), Z mojego okna (1978–1999), Pamięci L.Breżniewa (1982), Sztuka to potęga! (1984), Jadziu odbierz telefon (1992), Party z Lutosławskim (1997), Manifest energetyczny (2003);
- cykle fotograficzne, m.in. Foto-malarstwo (1958–1967), Fotografia astralna (1972–2002), Czeluście (1978), Kąty energetyczne (1975–2004), Termogramy (1998–2000);
- instalacje i obiekty, m.in. Autoportret przestrzenny (1969), Krzesło (1970), Rolki (1970), Równoważnia dźwiękowa (obiekt interaktywny) (1972), Pan Jeleń (auto videoepitafium) (1990–1994), Kiner I i Kiner II (1992–2004);
- filmy dokumentalne o sztuce, m.in. Portret Tymona Niesiołowskiego (1970), Żywa Galeria (1974–1975), Witkacy (1980), Konstrukcja w Procesie (1981–1982) oraz z cyklu Uderzenie Sztuki – portrety telewizyjne: Wacław Szpakowski, Katarzyna Kobro, Władysław Strzemiński.

Jest także autorem tekstów krytycznych i wydawnictw ulotnych, np. PST – sygnia nowej sztuki (1984), Żywa Galeria – łódzki progresywny ruch artystyczny 1969–1981, Dekada 1980–1990, Teczka nr XII – druki ulotne 1980–1992, Teksty interwencyjne 1970–1995. Wraz z Andrzejem Ciesielskim redagował czasopismo „Uwaga”.

## Kolekcje
Prace Józefa Robakowskiego znajdują się m.in. w kolekcjach:
- Muzeum Narodowego w Warszawie
- Muzeum Narodowego we Wrocławiu
- Muzeum Narodowego w Poznaniu
- Muzeum Sztuki w Łodzi
- Centrum Sztuki Współczesnej – Warszawa
- Centrum Sztuki Współczesnej Znaki Czasu – Toruń
- Galerii Zachęta – Warszawa
- https://artmuseum.pl/
- Biennale di Venezia – Wenecja
- Vidéo-Film Collection – Centre Georges Pompidou – Paryż
- Deutsches Video Institut – Berlin
- L’Archive de La Sept Vidéo (ARTE) – Paryż
- La Collection du Vidéographe – Montreal
- Archive for Small Press & Communication – Antwerpia,
- Queens Museum of Art – Nowy Jork
- Collection of International Short Film Festival – Oberhausen
- Collection Electronic Arts Intermix – Nowy Jork

## Życie prywatne
Mieszka i pracuje w Łodzi. Był mężem Małgorzaty Potockiej, z którą ma córkę Matyldę (ur. 1978).